# Porsche 909 Bergspyder
La 909 Bergspyder fu un modello di autovettura da competizione prodotta dalla Porsche per le gare del Campionato Europeo Montagna del 1968, dalla breve ma significativa carriera.

## Tecnica

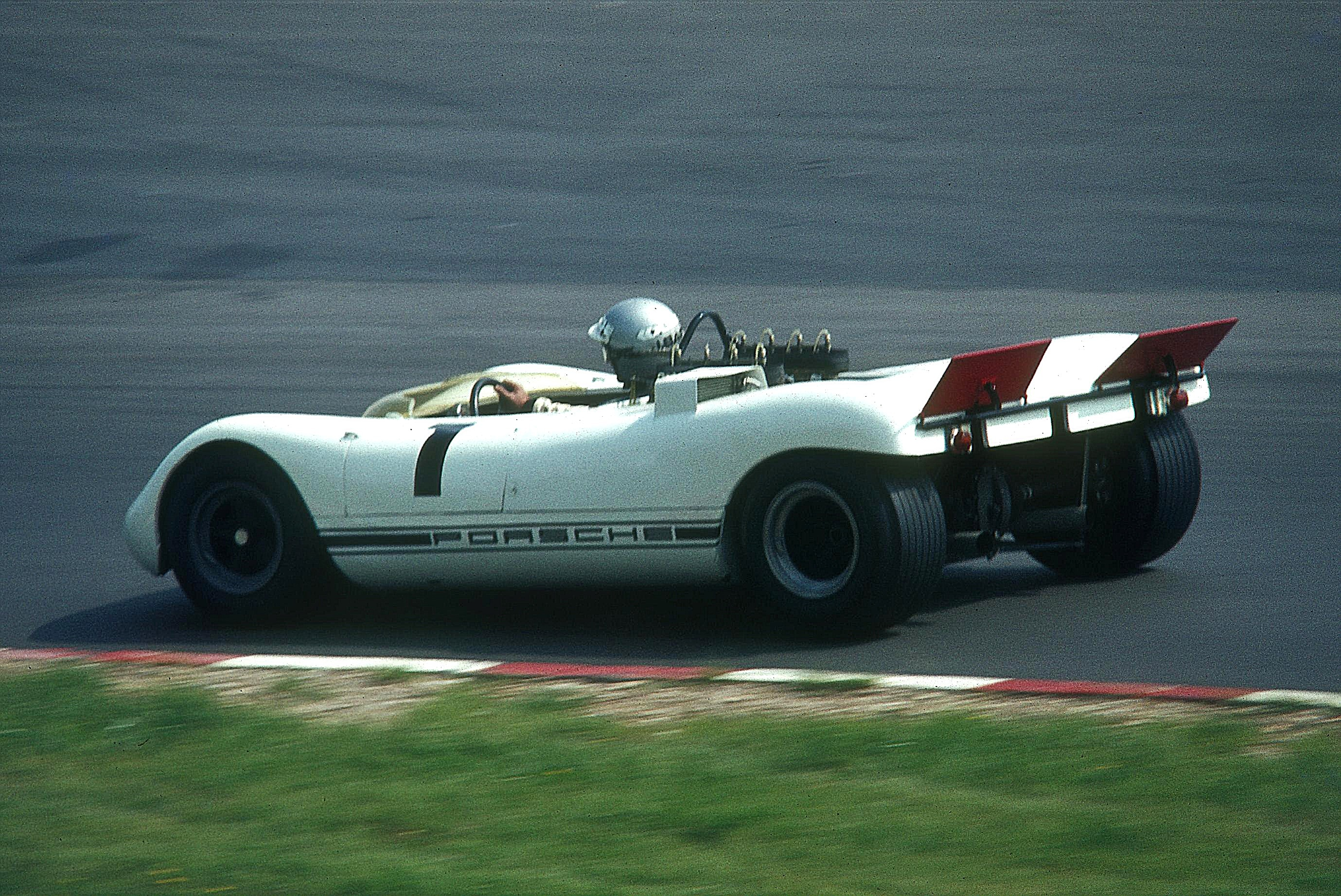
Porsche 909, 1981

Di questa vettura nata per particolari tipo di competizioni, quali le gare in salita, furono realizzati solo due esemplari. Dotata di un motore 8 cilindri boxer di 2000 cm³, la cui potenza era di 275 cv, era caratterizzata da un abitacolo molto spostato in avanti, scelta dettata dall'obiettivo della centralizzazione delle masse, e da moltissime soluzioni tecniche votate al risparmio di peso, come un serbatoio pressurizzato di soli 15 litri (appunto per le gare in salita) e i freni in berillio: tutti questi accorgimenti ridussero il peso totale della vettura a soli 375 kg, con un risparmio di circa 45 kg rispetto al già ridotto peso della 910 che l'aveva preceduta.
I piloti, però, le preferirono spesso la più equilibrata e collaudata, ma meno veloce, 910 e quindi la 909 fu impiegata solo in due gare, perciò il suo maggiore merito fu l'aver introdotto e sviluppato innovazioni e tecnologie costruttive confluite poi nella Porsche 917 e nella 908/3.
Durante una sessione di prove della vettura tenutasi l'8 giugno 1968 a Rossfeld, nei pressi di Berchtesgaden, Ludovico Scarfiotti ebbe un fatale incidente alla guida della 909 a causa di un bloccaggio dell'acceleratore